# Рајнеро (Верчели)
Рајнеро је насеље у Италији у округу Верчели, региону Пијемонт.
Према процени из 2011. у насељу је живело 1 становника. Насеље се налази на надморској висини од 1110 м.